# Парагвай на літніх Олімпійських іграх 1996
Парагвай брав участь у Літніх Олімпійських іграх 1996 року в Атланті (США) усьоме за свою історію, але не завоював жодної медалі. Збірну країни представляла 1 жінка.